# Wojciech Młynarski śpiewa swoje piosenki
Wojciech Młynarski śpiewa swoje piosenki – debiutancki album Wojciecha Młynarskiego, polskiego artysty, który najczęściej sam wykonywał napisane przez siebie piosenki.
Album zawiera 14 utworów z nurtu piosenki kabaretowej i poezji śpiewanej. Wszystkie teksty napisał autor do melodii takich kompozytorów, jak Janusz Sent, Roman Orłow (kuzyn artysty) i Jerzy Wasowski. Śpiewającemu Młynarskiemu towarzyszyły orkiestry m.in. Andrzeja Trzaskowskiego i Andrzeja Kurylewicza. Album przyniósł takie przeboje Młynarskiego, jak Jesteśmy na wczasach, W co się bawić czy Och, ty w życiu (nagrodzone na IV i V KFPP w Opolu 1966-67).
Monofoniczny, winylowy LP wydany został przez Polskie Nagrania „Muza” w 1966 (XL 0369). Reedycje na płycie kompaktowej ukazały się w 1991 i w 2017 roku, również nakładem Polskich Nagrań.

## Muzycy
- Wojciech Młynarski – śpiew

Zespoły instrumentalne pod kierownictwem:
- Janusza Senta
- Adama Wiernika
- Andrzeja Trzaskowskiego
- Andrzeja Kurylewicza

## Lista utworów
1. Trochę miejsca (muz. Piotr Figiel)
2. Po prostu wyjedź w Bieszczady (muz. Roman Orłow)
3. Ballada o siedmiu nożach (muz. Jerzy Matuszkiewicz)
4. Ballada o trzech trubadurach (muz. Marek Sart)
5. Niedziela na Głównym (muz. Jacek Szczygieł)
6. Och, ty w życiu (muz. Janusz Sent)
7. W co się bawić (muz. Jerzy Wasowski)
8. Światowe życie (muz. Tadeusz Prejzner)
9. Żorżyk (muz. Janusz Sent)
10. Polska miłość (muz. Włodzimierz Gulgowski)
11. Kartoflanka (muz. Roman Orłow)
12. Nie umiałem tak ładnie (muz. Janusz Sent)
13. Jesteśmy na wczasach (muz. Janusz Sent)
14. Żniwna dziewczyna (muz. Jerzy Abratowski)

## Informacje uzupełniające
- Reżyser nagrania – Wojciech Piętowski
- Operator dźwięku – Halina Jastrzębska